# Gustavo Mantuan
Gustavo Mantuan (ur. 20 czerwca 2001 w Santo André) – brazylijski piłkarz pochodzenia włoskiego występujący na pozycji skrzydłowego, od 2022 roku zawodnik rosyjskiego Zenitu Petersburg.
Jego brat Guilherme Mantuan również jest piłkarzem.